# Ewald Christian Leopold von Kleist

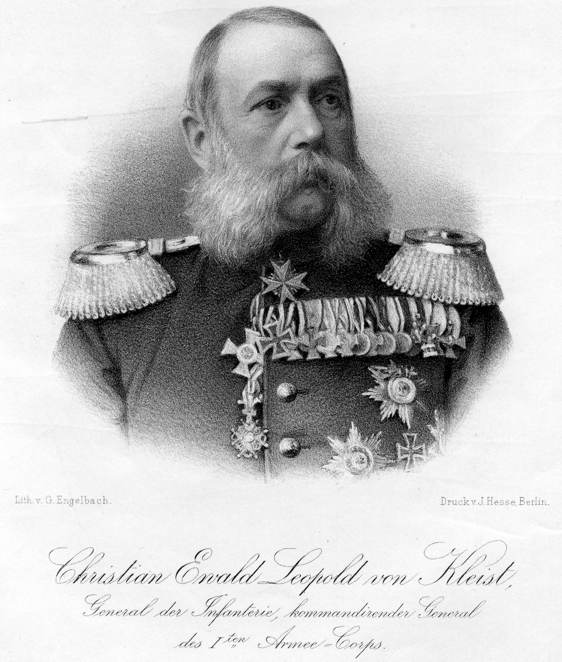
Tướng Ewald von Kleist

Ewald Christian Leopold von Kleist (25 tháng 3 năm 1824 tại Stolp in Hinterpommern – 29 tháng 12 năm 1910 tại Potsdam) là một sĩ quan quân đội Phổ, đã được thăng tới cấp Thượng tướng Bộ binh đồng thời là Trưởng Đạị tá (Regimentschef) Trung đoàn Bộ binh "Bá tước Dönhoff" (số 7 Đông Phổ) số 44. Ông đã từng tham gia trong ba cuộc chiến tranh thống nhất nước Đức.

## Tiểu sử

### Thân thế
Ewald là con trai út của Leopold Friedrich von Kleist (7 tháng 4 năm 1780 – 4 tháng 6 năm 1837), một cựu Thiếu tá đã từng phục vụ trong Trung đoàn Bộ binh Cận vệ số 1 và là trưởng dịch trạm tại Stolp. Thân mẫu của ông là bà Wilhelmine Agnes Friederike, tên khai sinh von Blanckensee (1788 – 1867).

### Sự nghiệp quân sự
Kể từ năm 1836 cho đến năm 1838, Von Kleist học trường thiếu sinh quân Kulmer, rồi sau đó ông nhập học trường thiếu sinh quân ở kinh đô Berlin cho đến năm 1841. Vài ngày 12 tháng 8 năm 1841, ông đã nhập ngũ quân đội Phổ với quân hàm thiếu úy trong Trung đoàn Bộ binh Cận vệ số 1 và tham gia giao chiến trên đường phố Berlin trong cuộc đánh đẹp cách mạng ở thủ đô vào tháng 3 năm 1848. Vào năm 1861, ông được bổ nhiệm làm Chỉ huy Trường Hạ sĩ (Unteroffiziers-Schule) Potsdam. Vào năm 1863, Kleist được phong quân hàm Thiếu tá. Trên cương vị là sĩ quan phụ tá của Bộ Tổng chỉ huy [[quân đội liên minh Áo - Phổ trong cuộc Chiến tranh Đức-Đan Mạch năm 1864, ông đã tham chiến trong trận đột chiếm Dybbøl và cuộc đổ bộ thành công lên đảo Alsen. Do vậy, ông đã được tặng thưởng Huân chương Đại bàng Đỏ hạng IV với Bảo kiếm.
Vào năm 1866, ông được bổ nhiệm làm chỉ huy của Tiểu đoàn một trong trung đoàn của mình, và đã tham chiến trong các trận đánh tại Soor, Königinhof và trận đánh quyết định ở Königgrätz-Sadowa. Vì những thành tích của ông trong cuộc chiến, ông đã được trao tặng Huân chương Quân công, phần thưởng quân sự cao quý nhất của Phổ, vào ngày 20 tháng 9 năm 1866. Vào năm 1868, ông lãnh chức Trung đoàn trưởng của Trung đoàn Phóng lựu số 89 Mecklenburg rồi sang năm sau, ông được thăng cấp Đại tá vào ngày 18 tháng 6 năm 1869. Với cấp bậc này, Von Kleist đã tham chiến trong cuộc Chiến tranh Pháp-Đức (1870 – 1871), tham gia các cuộc vây hãm Metz, Toul và Paris, cùng với các cuộc giao chiến tại Dreux, la Madeleine, Bouvet, Villorceau, Connerée và trận đánh quyết định tại Le Mans. Được tặng thưởng Huân chương Thập tự Sắt cả hạng nhất lẫn hạng nhì, Kleist đã dẫn trung đoàn của ông về đồn trú sau khi cuộc chiến tranh chấm dứt. Vì những cống hiến của ông đối với đạo quân của Đại Công tước xứ Mecklenburg-Schwerin, Mecklenburg đã phong cho ông tước Chỉ huy (Komtur) của Huân chương Gia tộc Vương miện Wendischen vào ngày 29 tháng 3 năm 1873.
Vào ngày 2 tháng 9 năm 1873, Kleist rời khỏi chức chỉ huy của mình, đồng thời ông được lên quân hàm Thiếu tướng và đưa vào ngạch sĩ quan trừ bị, gọi là Offizieren von der Armee. Tiếp theo đó, ông nhậm chức Tư lệnh của Lữ đoàn Bộ binh số 41 vào ngày 16 tháng 9 năm 1873. Ông được thăng cấp Trung tướng vào ngày 8 tháng 2 năm 1880 và lãnh chức Tư lệnh của Sư đoàn Cận vệ số 1, và chỉ huy sư đoàn cho đến ngày 31 tháng 5 năm 1885. Sau đó, ông giữ chức Tướng tư lệnh của Quân đoàn I tại Königsberg và trên cương vị này ông đã được thăng cấp Thượng tướng Bộ binh vào ngày 18 tháng 9 năm 1886.
Kleist được Đức hoàng Wilhelm II trao tặng Đại Thập tự của Huân chương Đại bàng Đỏ vào ngày 11 tháng 5 năm 1889, đồng thời được xuất ngũ theo yêu cầu của ông. Đến ngày 11 tháng 1 năm 1896, ông lại được ban tặng kim cương trên đại thập tự của huân chương đại bàng đỏ đính kèm bó sồi và bảo kiếm. Vào năm 1901, ông tổ chức lễ kỷ niệm 60 năm ngày gia nhập quân ngũ. Ông từ trần vào ngày 29 tháng 12 năm 1910 tại Potsdam.

## Gia đình
Vào ngày 23 tháng 4 năm 1856, ở Pessin, Ewald von Kleist đã thành hôn với Ottilie Wilhelmine Betty von Knoblauch (12 tháng 3 năm 1834 ở Pessin – 21 tháng 9 năm 1914 ở Potsdam). Cặp đôi này có những người con sau:
- Friedrich Wilhelm Ewald Leopold (1858 – 1917), Trung tướng Phổ, Tư lệnh của Sư đoàn Trừ bị số 51 trong Chiến tranh thế giới thứ nhất đồng thời là Hiệp sĩ Công lý Huân chương Thánh Johann,
- Elisabeth Pauline Thusnelda sinh năm 1859) ∞ Eduard von Jagow, Đại tá Phổ
- Agnes Laura Wilhelmine (sinh năm 1862) ∞ Wilhelm Graf von der Groeben, Nam tước của Ponarien và là Trưởng quan kỵ binh Phổ
- Marie Auguste Betty (sinh năm 1872), nguyên là một thị nữ của Công quốc Sachsen-Altenburg ∞ Leopold von Buch, Thiếu tướng Phổ (1852 – 1919)